# Jaap Lodewijks
Jaap Lodewijks (Warga, 12 november 1952 – Amersfoort, 10 augustus 2015) was een Nederlands journalist en auteur. Hij was mede geïnspireerd door Franciscus van Assisi, waarover hij ook publiceerde en lezingen gaf.

## Levensloop
Lodewijks begon tijdens zijn middelbareschoolopleiding aan het atheneum in Drachten als sportmedewerker van zijn regionale krant. Hij volgde van 1972 tot 1976 de opleiding Kultureel Werk bij Middeloo in Amersfoort en werkte als activiteitenbegeleider in psychiatrisch centrum Zon en Schild in Amersfoort. In de jaren negentig stapte hij over naar de journalistiek bij dagblad De Gooi- en Eemlander, waar hij opklom tot adjunct-hoofdredacteur. In 1999 stapte hij over naar de Amersfoortse Courant/Veluws Dagblad, waar hij hoofdredacteur werd. Toen deze functie verviel in 2003 door een reorganisatie, werkte hij verder als lezersredacteur.
Van 2004 tot 2014 werkte Lodewijks als adjuncthoofdredacteur bij dagblad De Stentor. Daar was hij een van de auteurs van de rubriek Bespiegelingen, waarin de krant dagelijks een mening geeft naar aanleiding van actuele gebeurtenissen. In deze periode werd hij gegrepen door de leer van Franciscus van Assisi, wat resulteerde in een boek en andere publicaties over dienend leiderschap.

## Publicaties
Lodewijks schreef vier boeken:
- Wachten op Zach (samen met zijn vrouw Els Frencken, 2008, uitg. Nelissen) ISBN 9789024405633
- Franciscaans Leiderschap, als het wassen van andermans voeten (2013, uitg. Ten Have) ISBN 9789025903510
- Adem (2014, uitg. Ten Have) ISBN 9789025903886
- Mens en maat (2014, uitg. Wegener) ISBN 9789491637087.